# گورنگا میکویانا
گورنگا میکویانا (به صربی: Gornja Mikuljana) یک روستا در صربستان است که در کورشوملیا واقع شده‌است.